# Za zdravo družbo
Za zdravo družbo je slovenska politična stranka, ustanovljena 26. marca 2018. Po lastnih navedbah  so neideološka stranka.
Leta 2021 se je na njihovi spletni strani pojavilo sporočilo, da je stranka v postopku ukinitve.
Lista nestrankarskega civilno-družbenega (in ne stranke) Gibanja zdrava družba je sodelovala na državnozborskih volitvah v Sloveniji 2022 z imenom Nestrankarska ljudska lista gibanja Zdrava družba.

## Državnozborske volitve

### Volitve v državni zbor 2018
Stranka je nastopila na volitvah in dobila 0,62 % glasov.

### Volitve v državni zbor 2022
Na volitvah je sodeloval naslednik stranke - civilno-družbeno nestrankarsko gibanje Zdrava družba z Nestrankarsko ljudsko listo gibanja Zdrava družba. Prejeli so 21.021 oz. 1,76 % glasov.. Prvič v zgodovini Slovenije je nestrankarskemu gibanju Zdrava družba uspel nestrankarski nastop na volitvah s proceduro nestrankarske liste - zbiranja 8.000 podpisov volivk in volivcev - najmanj 1.000 v vsaki volilni enoti. Skupaj so na DVK vložili 13.500 podpisov.

## Predsedniške volitve

### Volitve predsednika republike 2022
Kandidat nestrankarskega civilno-družbenega Gibanja Zdrava družba na volitvah je nameraval biti Boris Vene, avtor in strokovnjak za osebnostno rast. Kandidature ni vložil zaradi premajhnega števila zbranih podpisov.

## Programska izhodišča
Njihova glavna programska izhodišča so bila:
- ohranjanje slovenske kulturne dediščine,
- odpravljanje sistemske korupcije,
- zagotavljanje zdravja vsakega posameznika z vegetarijansko in vegansko organsko hrano iz lokalne samooskrbe brez škodljivih pesticidov,
- večja stopnja participacije,
- samostojno odločanje o zdravstvenih postopkih (vključno z ukinitvijo obveznega cepljenja).